# Bataille pour le 32e barrage
Guerre du Donbass
(fait partie de la Guerre russo-ukrainienne)
Batailles
- Euromaïdan
- Révolution de la Dignité
- Manifestations anti-Maïdan

Annexion de la Crimée
- Invasion russe de la Crimée
- Prise du Parlement de Crimée
- Prise de la base navale sud
- Incident de Simféropol (en)
- Occupation russe de la Crimée

Troubles pro-russes
- Odessa
- Troubles pro-russes à Kharkiv (uk)
- Troubles pro-russes à Louhansk (uk)
- Bataille de la rue Rymarska (uk)
- Proclamation de la république de Crimée
- Prise de Donetsk
- Proclamation de la RP de Donetsk
- Proclamation de la RP d'Odessa (hu)
- Proclamation de la RP de Lougansk
- Affrontements à Odessa du 2 mai (uk)
- Incendie de la Maison des syndicats d'Odessa

Guerre du Donbass
- Sloviansk
- Kramatorsk
- Artemivsk
- Marioupol
- Karlivka
- 1re Donetsk
- Louhansk
- Krasnyi Lyman
- Il-76
- Chyrokyne
- Saour-Mogyla
- Horlivka
- Vol Malaysia Airlines 17
- 2e Donetsk
- Loutouhyne
- Ilovaïsk
- Novoazovsk
- 3e Donetsk
- 32e barrage
- Volnovakha
- Debaltseve
- Marïnka
- Avdiïvka

La bataille pour le 32e barrage est une série de combats de la guerre du Donbass proche de Slovianoserbsk sur l'autoroute P66 vers Bakhmout pour un barrage routier sur cette route. Après le Protocole de Minsk du 5 septembre 2014, les rebelles séparatistes pro-russes, contrôlés par la Russie, ont établi des fortifications entre le 31e et le 32e barrage sur cette route, ce dernier – toujours tenu par la Garde nationale de l'Ukraine – se trouvant privé de ravitaillement. Après plusieurs tentatives des forces ukrainiennes pour ravitailler le 32e barrage, un accord intervient pour permettre le retrait des troupes ukrainiennes.

## Prélude
Le 32e barrage sur l'autoroute P66 était tenu par environ 120 soldats du 3e bataillon du régiment de Vinnytsia de la Garde nationale et de la 4e compagnie du 2e bataillon de la 80e brigade aéromobile. Le commandant des parachutistes au poste de contrôle était Volodymyr Vyshnevsky.
Le Conseil de défense et de sécurité nationale de l'Ukraine (CDSN), déclare le 18 octobre 2014 alors que les combats sont en cours, que le 32e barrage se trouvait encerclé par les positions des forces rebelles séparatistes contrôlés par la Russie et des mercenaires russes à une distance de 250 mètres.
Volodymyr Tsvyakh, chef des forces rebelles séparatistes dans le secteur, à fait la déclaration suivante sur la consolidation des positions insurgées près du 32e barrage:
« Я ему говорю: мы на своей земле, мы никуда отходить не будем. Хотите, давайте договариваемся: я ставлю здесь свой блокпост, и мы до определенного момента с тобой мирно существуем. А он говорит — а вдруг провокации, вдруг ваши выстрелят? — Я тебе сказал: я тут командир подразделения. Я если сказал, что мои стрелять не будут — они стрелять не будут. И он согласился. В тот же день я пригнал трактор, накопал блиндажей, капониров, окоп. Накопал здесь. Ну, было село Смелое. Заехал разведчиками туда — узнаю, что там тоже нет украинских войск. Мы сразу заняли и Смелое. »
« Je lui ai dit, nous sommes dans notre propre pays ; nous ne partirons pas. Si tu veux, faisons un marché : j’installe mon point de contrôle ici, et nous vivons paisiblement avec toi jusqu’à un certain point. Et il dit : qu’en est-il des provocations, qu’en est-il de vos tirs ? Je te l’ai dit : je suis le commandant de l’unité ici. Si je disais que me hommes ne tireront pas, ils ne tireraient pas. Et il a accepté. Le même jour, j’ai apporté un tracteur, j’ai creusé des trous, des caponnières, une tranchée. J’ai creusé ici. Eh bien, il y avait le village de Smile. J’y suis allé avec des éclaireurs, je sais qu’il n’y a pas de troupes ukrainiennes. Nous avons immédiatement pris Smile. »
Il a également déclaré à propose du 32e barrage :
« Для блок-поста это очень много.. Это обыкновенный опорный пункт, больше 200 человек здесь находилось. Какая-то высотка хоть минимальная — наши позиции все хорошо видно. Та мы и, в принципе, когда пришли сюда, копали их — они ж всё это видели. Если они свои делали, то мы не знали где у них что находится, то они всё знали о нас. »
« Pour un barrage routier, c’est trop. C’est une fortification ordinaire, plus de 200 personnes y étaient. Une certaine hauteur, même minime - nos positions sont bien visibles. Alors nous, en principe, quand nous sommes venus ici, l'avons creusé - ils ont vu tout cela. S’ils ont fait les leurs, nous ne savions pas où elles étaient, ils savaient tout de nous. »

## Déroulement des événements

### 13 octobre
Le 13 octobre 2014, selon Gennady Moskal, le gouverneur de l'Oblast de Louhausk, un groupe de reconnaissance de la 80e brigade aéromobile a engagé des combats avec des rebelles séparatistes prorusses du « bataillon Don », près du village de Smile. L'attaque a été repoussée et il n'y a eu ni victime ni blessé parmi les soldats ukrainiens. De 11 h 50 à 12 h 20, les bombardements au mortier sur le 32e barrage de la Garde nationale d'Ukraine se sont poursuivis, après quoi les rebelles séparatistes prorusses ont pris d'assaut le point de contrôle,.
Ce jour-là, le 13 octobre, une unité de la 80e brigade aéromobile tente de percer l'encerclement du 32e barrage en direction du 31e. Trois BTR-80 avancent à travers champs en large front vers les positions des forces rebelles prorusses, suivis par des parachutistes à couvert. Un véhicule blindé de transport de troupes moyen a été touché par un lance-grenades et mis hors de combat, mais l'équipage a réussi à l'abandonner. Les rebelles séparatistes prorusses se trouvaient à environ 700 mètres, mais la perte du véhicule de transport de troupes laisse les autres véhicules de combat ukrainiens sans couverture, contraignant le lieutenant Volodymyr Vishnevsky à ordonner alors la retraite. Un instant plus tard, l'explosion d'un lance-grenades lui arrache la jambe, mais il réussit à se soigner et à ramper hors du champ de bataille jusqu'à ce que deux camarades puissent venir à son secours,.
Gennady Moskal a rapporté le lendemain que la 80e brigade aéromobile était arrivée pour aider la Garde nationale et qu'à la suite de la bataille, l'armée ukrainienne avait perdu deux véhicules blindés de transport de troupes, et qu'un officier et trois soldats avaient été blessés,,.

### 14 octobre
Le 14 octobre, le major Anatoly Bozhenko, du 40e régiment de la Garde nationale a été chargé d’effectuer une reconnaissance sur les environs du 32e barrage. La colonne, composée de deux véhicules de combat et de transports de troupes blindés a progressé le matin du 14 octobre mais a essuyé un feu nourri et seul un véhicule blindé de transport de troupe avec un combattant a atteint le 32e barrage. Le major tente de se porter au secours du véhicule mis hors de combat la veille (il ignorait que son équipage avait pu s'enfuir). Il s'ensuite ensuite un combat avec un véhicule blindé de combat d'infanterie, qui fait deux morts parmi les ukrainiens (Yevhen Labun et Serhii Dumanskyi). Le major a été contraint d'évacuer son véhicule et a informé le commandement à 10h des deux morts par téléphone avant de perdre connaissance, puis d'être capturé avec le soldat Stus, tandis qu'un troisième avait succombé à une hémorragie.

Cet après-midi-là, des combats ont été signalés dans la zone du 32e barrage, identifié à tort par Espresso comme le village de Bakhmutka. Selon le gouverneur Moskal, cinq membres des forces de sécurité ukrainiennes ont été blessés, un véhicule de combat d'infanterie ukrainien et un véhicule blindé de transport de troupes ont été détruits. Moskal a également souligné que l'attaque présumée était connue à l'avance. C'est ce qu'ont rapporté à la fois les habitants et les combattants rebelles d'Ataman Kozitsyn, qui ont encerclé et exigé la reddition du 32e barrage. Cependant, la garnison du point de contrôle n'a pas été renforcée.
« Було отримано інформацію про загиблих із нашого боку, однак офіційно ця інформація поки не підтверджується. З місця бою надходять суперечливі дані, оскільки ні мобільний, ні інший зв'язок там зараз не працює »
— Gennady Moskal, 14 octobre 2014

« Des informations sur les morts ont été reçues de notre part, mais cette information n’a pas encore été officiellement confirmée. Des informations conflictuelles proviennent du champ de bataille, car ni le mobile ni aucune autre communication n’y fonctionne actuellement. »

### 15 octobre
Le 15 octobre, après 2 heures du matin, des rebelles séparatistes prorusses ont tiré sur la zone située près des 31e et 32e barrages de la Garde nationale dans la région de Bakhmutka, puis l'ont encerclée, où les combats se poursuivaient, d'après les déclaration du Gouverneur Moskal. Selon lui, 112 soldats des forces armées et de la Garde nationale ont été encerclés près de Bakhmutka, de nombreux blessés et traumatisés ont été capturés, parmi lesquels le commandant du bataillon.
« На сьогоднішній ранок достовірної інформації про ситуацію на Бахмутці немає. Відомо, що в оточенні опинилося 112 бійців збройних сил та Нацгвардії. Ряд поранених та контужених військових потрапили в полон, у їх числі — один командир батальйону. Ситуацію, що склалася там, можна охарактеризувати як критичну. Конкретних відомостей про втрати бронетехніки, кількість убитих та поранених немає, оскільки підійти до місця бойового зіткнення неможливо через постійні обстріли з важкої техніки, яка окопалася в лісовому масиві »
— Gennady Moskal, 15 octobre 2014

« À ce jour, il n’y a pas d’informations fiables sur la situation à Bakhmutka. On sait que 112 soldats des forces armées et de la Garde nationale étaient encerclés. Un certain nombre de soldats blessés et contusionnés ont été capturés, dont un commandant de bataillon. La situation là-bas peut être décrite comme critique. Il n’y a pas d’informations spécifiques sur les pertes de véhicules blindés, le nombre de tués et de blessés, car il est impossible d’approcher du lieu de l’affrontement en raison des bombardements constants d’équipements lourds creusés dans le massif forestier. »
Il a été signalé que le 32e barrage a essuyé des tirs de mortiers de 8h00 à 8h40, puis à 10h10. À 10h45, un affrontement a eu éclaté entre un groupe de la 24e brigade des Forces armées ukrainiennes, qui devait soutenir la Garde nationale au 32e barrage, et des rebelles séparatistes prorusses. Les ukrainiens ont perdu plusieurs véhicules blindés. Vers 15h00, un groupe de la 80e brigade aéromobile des Forces armées ukrainiennes, également envoyée pour soutenir la garde nationale, a été pris dans une embuscade, causant à nouveau des pertes de véhicules blindés ukrainiens.
Les tentatives des représentants de l"OSCE de parvenir à un accord téléphonique avec les « dirigeants » autoproclamés de l'autorité de fait se disant « république populaire de Louhansk », pour un cessez-le-feu ont échoué ; les militants de « l'Armée du Don » ne reconnaissent pas la suprématie de la prétendue « république populaire ». Le même jour, le centre de presse de l'ATO (opération antiterroriste ukrainienne dans le Donbass) a rapporté que la situation au barrage près de Bakhmutka était difficile, mais sous contrôle. La sécurité et la défense ont été organisées, et le personnel est doté d'armes à feu et de véhicules blindés. Afin de briser l'encerclement du 32e barrage, les forces de l'ATO fournissent aux militaires du poste de contrôle des armes à feu et des unités de réserve.
Dans l'après-midi, Gennady Moskal a appelé les habitants et les visiteurs de la région de Louhansk à s'abstenir de se rendre à Bakhmutka : « L'administration régionale de Louhansk demande aux habitants et aux visiteurs de la région de Louhansk sont priés d'éviter de circuler sur l'autoroute Bakhmutka entre la ville de Hirske, du raïon de Popasnyansky, et Louhansk. En raison des hostilités et des provocations armées des soi-disant Cosaques de l'"Armée du Don ", la route est fermée ; il est dangereux de s'y rendre ».
Ce-même jour, le bataillon Aïdar a reçu du commandant adjoint Kholodla mission d'aller renforcer le 32e barrage personnes près du village de Smile, qui avaient besoin d'aide. Selon le combattant d'Aïdar, Maksym Vakulenko, alias « Elvis », un groupe de 30 personnes a quitté le 31e barrage dans la soirée,. Le convoi d'Aïdar était composé d'une Volkswagen T4 blanche immatriculée en Pologne, d'une Mitsubishi L200 transportant des munitions et d'une Mercedes E210. Le véhicule Volkswagen, conduit par le commandant Oleksandr Piskizhov « l'Italien », transportait 8 personnes. Le commandant a été blessé et le minibus a dérapé dans un fossé devant les positions russes, après une crevaison et avoir subi des tirs après 3 ou 4 km,. La camionnette L200 a également pris feu, blessant grièvement Vladislav Tsarenko, qui a été sorti du véhicule mais est a succombé peu après.
Les positions des rebelles séparatistes pro-russes étaient situées à proximité de l'autoroute P66. Il s'agissait de fortifications avec des abris, qui étaient tenues par des membres du « bataillon Hooligan », des mercenaires russes venus de l'Oural. Un drapeau ukrainien flottait sur leurs positions. Cachés derrière un minibus, les combattants d'Aïdar ont échangé des tirs avec les Russes pendant un certain temps, mais tous sauf deux ont été blessés. Ils ont finalement été faits prisonniers et les Russes les ont traînés jusqu'à leurs positions. Yuriy «&nbsp;Oka&nbsp;» a rapidement succombé à ses blessures.
Les combattants d'Aidar étaient suivis par une colonne de la 24e brigade de fusiliers motorisés des forces armées ukrainiennes. Valeriy Kholonivets, commandant de section de la 4e compagnie, se souvient que la colonne était composée de deux chars d'assaut, suivis de son BMP-2. Selon lui, près du village d'Orikhovele BMP-2 a été touché et il a été capturé. Selon Vakulenko, une colonne de trois chars d'assaut leur venait en aide, dont deux ont été touchés à l'approche. Au cours de la bataille, un char ukrainien a tiré sur le parapet et l'explosion a coûté la vie à deux membres du « bataillon Houligan ». Un autre Russe, Mikhaïl Laptev, a eu la jambe arrachée par un obus de canon BTR-4 Bucéphale lors de cette bataille. Selon Evgueni Loktionov, un autre Russe du barrage rebelle séparatiste, le char ukrainien avait déjà été incendié par eux et brûlait lorsqu'il a tiré dans leur tranchée,.
Le lieutenant principal de la 200e brigade de fusiliers motorisés de l'armée régulière russe, le commandant de l’unité antichar Yevhen Trundayev, a été tué, le 15 octobre 2014, dans une bataille près du 32e barrage,. Trundayev a reçu la distinction d’Héros de la Fédération de Russie.
Maksym Videckih, citoyen ayant participé à la bataille du 15 octobre, a également déclaré qu’après la bataille, il avait participé à la capture de 6 soldats d'Aidar et exécuté au moins leur commandant, en représaille de celle de Trundayev,. Le combattant d'Aïdar Maksym Vakulenko et le sergent principal Oleksandr Piskizhov « l'italien », ont été frappés à la tête avec des crosses jusqu’à ce que leur crâne soit brisé, après quoi ils ont été abattus,,.
Valeriy Kholonivts, un soldat de la 24e brigade de fusiliers motorisés capturé ce jour-là, a été libéré de captivité en janvier 2015,.

### Poursuites des combats à partir du 16 octobre
Le 16 octobre, les forces ukrainiennes ont continué à consolider leurs positions près de l'autoroute et à augmenter le nombre d'équipements militaires (le CDSN dans son communiqué fait référence au village de Bakhmutivka). Le 17 octobre, il a été signalé que 5 soldats de la Garde nationale étaient portés disparus après une embuscade le 16 octobre, et une opération de recherche était en cours.
Le service de presse du ministère ukrainien de l'Intérieur a rapporté le 22 octobre que le 16 octobre, lors du bombardement d'une colonne se déplaçant du poste de contrôle du village de Nyzhne (raïon de Sievierodonetsk), en direction de Smile, les rebelles séparatistes prorusses ont détruit trois véhicules blindés de transport de troupes BTR-4E et cinq militaires ont été portés disparus,,.
Le 17 octobre, le porte-parole du CDSN a rapporté que des dizaines de rebelles séparatistes prorusses avaient été tués lors des combats près de Bakhmutka : « Nous avons réussi à les repousser à Bakhmutka après les bombardements et les attaques d’hier et d’avant-hier. Nous avons la possibilité de livrer des armes, des munitions et de la nourriture. Notre artillerie a très bien fonctionné là-bas. Lors des combats d’hier, deux de nos soldats ont été tués et, selon nos informations, l’ennemi enterre des dizaines de ses hommes aujourd’hui». Le même jour, Zoryan Shkiryak, conseiller du ministre de l’Intérieur, a rapporté que la situation près de Bakhmutovka était difficile, mais que des renforts et des armes devraient arriver.
Le 18 octobre, les hostilités se sont poursuivies autour du 32e barrage de l’armée ukrainienne près du village de Smile. Selon le CDSN, « En septembre, [le barrage] était entouré de positions de formations armées illégales et de mercenaires russes à une distance de 250 mètres. Actuellement, le bombardement au mortier de ce point de contrôle, les tirs d’armes légères, des affrontements séparés continuent... Actuellement, les combats se poursuivent là-bas ». Le même jour, six soldats ont rejoint leur unité, tandis que cinq autres étaient toujours recherchés. L'attaque rebelle séparatiste a durée quatre heure et a été repoussé par les forces ukrainiennes, avec l'aide de leur artillerie, qui ont subi deux blessés. Au même moment, un soldat de la 80e brigade d'assaut aérien a rapporté par radio que la brigade était encerclée et en difficulté, et qu'un char d'assaut ennemi avait été détruit. Le même jour, le président ukrainien Petro Porochenko, déclare que la situation près de Bakhmutka est sous contrôle, les 31e et 32e barrages ne se trouvent pas isolés. Dans le même temps, Porochenko a rapporté qu’une des unités avait mal dégagé « zelenka », où plusieurs groupes de sabotage et de reconnaissance de l’ennemi ont été pris en embuscade, c'est pourquoi le convoi qui acheminait avec de l’eau et des munitions aux barrages a été attaqué.
Dans la nuit du 18 au 19 octobre, selon le ministère de la Défense, les forces de l'ATO ont mené un raid près du 32e barrage, livrant deux tonnes d'eau, de nourriture, d'armes au poste de contrôle et détruisant un char d'assaut et les effectifs des terroristes,.

Le 19 octobre, des informations se répandent selon lesquelles les rebelles séparatistes prorusses auraient encerclé les soldats ukrainiens au niveau de quatre barrages : du 29e (entre Lysychansk et Popasna) au 32e (près de Slovianoserbsk ):Modèle:Цитата курсив
« Терміново! Телефонують бійці з 29-32 блокпосту, Дев'ятий батальйон Вінницької територіальної оборони опинився в котлі, ні води, ні їжі вже немає. Поступив ультиматум від бойовиків: або військових вб'ють, або вони мусять здатися в полон. Бо їх знищать. 32-й блок-пост під Слов'яносербськом. Інші повідомили, що знаходяться в районі між Лисичанськом та Попасною в оточенні »
— Andriy, soldat du bataillon 3008
        
« Urgent ! Les combattants appellent des barrages 29 à 32, le neuvième bataillon de la défense territoriale de Vinnytsia a fini dans un chaudron, il n’y a plus d’eau ni de nourriture. Un ultimatum a été reçu des militants : soit les militaires seront tués, soit ils doivent se rendre. Parce qu’ils seront détruits. 32ème point de contrôle près de Slavyanoserbsk. D’autres ont signalé avoir été encerclés dans la zone entre Lysychansk et Popasna »
Les dirigeants militaires ukrainiens niaient que des militaires ukrainiens soient en captivité et encerclés et insistent sur ce fait, semant ainsi la panique et déclenchant une guerre de l’information.
« Всі живі та здорові. То російські спецслужби працюють, аби українці думали, що у нас не все гаразд. Сам сьогодні з десяток таких повідомлень отримав бійців. Ми в Краматорську, на завтра планується важлива операція, завтра й розповім подробиці. Зараз запевню, що позиції наших хлопців не видам, аби не нашкодити їм. »
— Vladyslav Seleznyov, 19 octobre 2014

« Tout le monde est vivant et va bien. Les services spéciaux russes travaillent pour que les Ukrainiens pensent que tout ne va pas bien pout nous. Aujourd’hui, j’ai reçu une douzaine de tels messages de soldats. Nous sommes à Kramatorsk, une opération importante est prévue pour demain, et je vous donnerai les détails demain. Maintenant, je vais vous assurer que je ne trahirai pas les positions de nos garçons, afin de ne pas leur nuire. »
Le 19 octobre 2014, une unité de la 24ème brigade, stationnée près de Tryohizbenka, a reçu l’ordre de livrer des renforts, des munitions et des provisions au 32e barrage, dont les soldats étaient encerclés,. Alors que leur colonne, composée d’un char d'assaut et des véhicules de combat d'infanterie et de véhicule de transport de troupes, progressait le long de la route centrale, elle a été visés par des tirs de lance-grenade et de missiles antichar. Le char de tête a été touché et stoppé, causant la mort d'un soldat (Vadym Rogozhkin), et en blessant deux autres dans le véhicule de combat d'infanterie qui le suivaut (le capitaine Valentin Dykhtyar et Volodymyr Mulyar). Ce même véhicule a ensuite explosé (Yuriy Burdyak Taras Mikhalskyi et Gennadiy Zapara). Les survivants se sont retirés sur le transport de troupes blindé de la 80e brigade. Selon Volodymyr Mulyar, l’unité venant du flanc a ouvert un feu dévastateur sur les positions des rebelles séparatistes prorusses lors de l'affrontement.
Le soldat Mykola Kaplanchuk a déclaré qu'en rampant pour quitter le champ de bataille, il avait entendu les rebelles séparatistes abattre les blessé par arme à feu. Des informations ont été publiées le 22 selon lesquelles deux soldats avaient été tués et neuf blessés lors des combats pour Bakhmutka ce jour-là. Iouri Bourdiak était alors porté disparu. Une interview avec le sergent-chef Volodymyr Mulyar datée du 16 avril 2016 affirme que 9 militaires ukrainiens ont été tués ce jour-là.
Le 20 octobre, une opération de ratissage est menée près de Smile avec les renforts par les troupes ukrainiennes infligeant d'importantes pertes à l'ennemi, tant en hommes qu'en matériel. L'offensive rebelle est stoppée, les séparatistes sont submergés et se replient. Les bombardements massifs et les combats intenses ont entraîné des pertes : 1 soldat du bataillon Aidar a été tué, tout comme un soldat de la 95e brigade, et plusieurs combattants d'autres unités des forces armées ukrainiennes. Le même jour, des représentants officiels rapportent que plus de 4 soldats ukrainiens de divers unités ont été tués lors de bombardements et de combats près du barrage de Smile le 19 octobre.
Le 21 octobre, le directeur du centre de presse de l'ATO, Vladislav Seleznyov, a annoncé qu'il n'excluait pas la possibilité de provocations de la part de journalistes russes dans la région de Bakhmutka : « Une équipe de tournage de la Première Chaîne russe est arrivée dans la zone du 32e barrage près de Bakhmutka. Nous nous attendons à des provocations. Dès que la Première Chaîne et Russie-24 apparaissent, il pourrait y avoir des provocations». Le même jour, il a été signalé que trois soldats ukrainiens de la 24e brigade, considérés comme morts, se trouvent à l'hôpital.
Le 22 octobre, lors d'un bombardement d'artillerie depuis Holoubivka, contrôlé par les rebelles séparatistes prorusses de Louhansk, en direction du poste de contrôle près du village de Nyzhne, un véhicule de service des Forces armées ukrainiennes a été détruit. Le même jour, des insurgés ont attaqué les forces ukrainiennes près du village de Smile avec des mortiers, les attaques ont été repoussées par des tirs de riposte.
Le 24 octobre, les rebelles séparatistes prorusses ont accepté de laisser passer un camion KrAZ transportant des uniformes d'hiver, des vêtements chauds et des provisions au 32e barrage en échange des corps de six des leurs. L'armée ukrainienne a refusé, et le camion KrAZ transportant la cargaison a été refoulé.
Le 25 octobre, des groupes blindés ont été formés pour soutenir le 32e barrage près de Smile, selon le résumé du Centre d’information et d’analyse du CDSN.
Le 26 octobre, alors qu'il escortait un véhicule à moteur qui livrait de la nourriture et de l'eau potable au 32e barrage, un BMR-2 du 703e régiment du génie a explosé sur une mine terrestre, mais l'équipage a pu être évacué vers le 31e barrage,. Ce jour-là, lors d'une opération visant à briser l'encerclement, le capitaine Dan Kolisnyk du 140e centre d'opérations spéciales a été tué. Le 27 octobre, un porte-parole du Conseil de défense et de sécurité nationale a rapporté que lors du raid du 26 octobre, les forces ukrainiennes ont perdu non seulement un BMR qui a explosé sur une mine terrestre, mais également un véhicule blindé de transport de troupes, avec deux membres d'équipage tués. Le BMR-2, détruit par une mine, a été pris comme trophée par les forces pro-russes.
Le 27 octobre, en accord avec les rebelles séparatistes prorusses, les combattants ukrainiens ont récupéré les corps des morts du 32e barrage. Il a été rapporté que 4 corps et des parties de corps de 4 à 6 autres combattants ont été récupéré,,.

### Retrait ukrainien
Les rebelles séparatistes prorusse ont lancé un ultimatum le 27 octobre au forces du 32e barrage : quitter le poste de contrôle avant minuit, sous peine de subir des tirs de Grad. Tard dans la nuit du même jour, les soldats ukrainiens ont évacué le 32e barrage par un « couloir vert ». Les soldats de la 80e brigade et de la Garde nationale sont repartis avec des munitions et tout leur équipement de combat. Conformément à l'accord, la colonne ukrainienne était escortée par un haut-gradé des rebelles séparatistes prorusses.
Le chef d'état-major du 2e bataillon de débarquement aéromobile de la 80e brigade a indiqué que le retrait avait eu lieu sur ordre du commandement ukrainien.
Le 28 octobre, les soldats font part de leur mécontentement, affirmant que le haut-commandement de l'ATO avait menti au public sur leurs conditions de vie au 32e barrage.
« Наше керівництво кожного дня обманювало і казало, нібито у нас є все. Це брехня. У нас не було нічого. І воду, і сигарети нам давали «ополченці». Ми приїхали сюди одразу в оточення. З першого дня нас оточили. Хто за це відповість? Сепаратисти підтягнули два Гради, купу танків та техніки. І сказали, якщо самостійно не вийдемо, то нас виведуть. Наші люди були знеможені. Половина із нас просто не могла оборонятися. Реально із сотні билась половина: багато у кого було запалення легенів, застуда, і просто фізичне виснаження. Такого мінного обстрілу не бачив ніхто. Били так, що ми просто не були до цього готовими. »
— Soldat Andriy « Dok »

« Notre direction a triché tous les jours et dit que nous avons tout. C’est un mensonge. Nous n’avions rien. De l’eau et des cigarettes nous ont été données par des « miliciens ». Nous sommes arrivés ici immédiatement encerclés. Nous étions entourés dès le premier jour. Qui sera responsable de cela ? Les séparatistes ont sorti deux Grad, un tas de chars et d’équipements. Et ils ont dit que si nous ne sortions pas seuls, ils nous élimineraient. Notre peuple était épuisé. La moitié d’entre nous ne pouvait tout simplement pas se défendre. En réalité, la moitié des cent ont combattu : beaucoup avaient une pneumonie, un rhume, ou étaient juste épuisé physiquement. Personne n’a vu une telle attaque de mine. Ils nous ont battus de sorte que nous n’étions tout simplement pas prêts pour cela. »

## Voir également
- Guerre russo-ukrainienne
- Invasion de l'Ukraine par la Russie